# Душник
Душник (лат. trachea) је цеваст орган, који припада доњим дисајним путевима. Надовезује се на доњи део (прстенасту хрскавицу) гркљана, а завршава се душничком рачвом (лат. bifurcatio traheae) којом је подељен на леви и десни примарни бронх (главне душнице). 

## Изглед
Укупна дужина душника је 11-12 cm, док му пречник износи 12-17 mm. Душник се надовезује на прстенасту хрскавицу (лат. cartilago cricoidea) гркљана, а завршава рачвом душника, којом је подељен на леви и десни бронх (душницу).
Душник је покретан орган и код гутања, говора и дисања покреће се у вертикалном и хоризонталном правцу заједно са гркљаном.
Југуларним усеком грудне кост подељен је на вратни и грудни део. У свом току је усмерен косо према позади и доле, тако да се у вратном делу налази близу површине коже и у средњој равни (што га чини доступним разним интервенцијама-трахеотомија), док грудни део лежи дубље, нешто удесно и прекривен је великим крвним судовима грудног коша.
Душник има облик цеви, која је у сагиталном пресеку нешто спљоштена. Задња страна му је грађена од мишићног и везивног ткива, заравњена је и мека. Предња и бочне стране су испупчене, чврсте и ребрасте површине, услед прстенова од хрскавице. Унутра је душник обложен слузокожом, чија је површина такође ребраста.
Завршни део душника зове се рачва душника. Састоји се од два отвора са леве и десне стране на које се настављају леви и десни примарни бронх. Између отвора је гребен (лат. carina tracheae). Душнички гребен је од слузокоже, полумесечастог је облика, конкавном страном окренутом нагоре и постављен сагитално.

## Грађа душника
Зид душника се састоји из 3 слоја: спољашњег, средњег и унутрашњег.
- Спољашњи слој душника (лат. tunica adventitia) је везивно ткиво, које лабаво повезује душник са осталим органима, тако да му омогућава покретљивост.
- Средњи или хрскавичаво-мишићно-везивни слој (лат. tunica fibromuskulocartilaginea) је изграђен из мишића, хрскавице и везивног ткива.

Хрскавица душника је полумесечастог облика, отворена са задње стране. Постоји око 15-20 оваквих хрскавица, које су међусобно повезане везивно-еластичним ткивом и душничким мишићем. Висина им се креће од 2-6 mm (горње су мање од доњих), а растојање између две хрскавице је 2-3 mm. Прва хрскавица душника је спојена са прстенастом хрскавицом гркљана душничкопрстенастом везом (лат. ligamentum cricotracheale). Последња хрскавица поседује један кукасти наставак који гради скелет гребена душника. Душнички мишић (лат. musculus trachealis) налази се са задње стране душника и припада глатким мишићима. Својом контракцијом овај мишић регулише ширину душника, односно проток ваздуха кроз овај орган.
- Унутрашњи слој душника је грађен од респираторне слузокоже (лат. tunica mucosa respiratoria). Ова слузокожа се састоји од цилиндричних ћелија са трепљама и бројних мукозним жлездама душника.

## Односи душника
- Вратни део налази се у предњем делу врата. Испред овог дела налази се његов омотач (фасција-лат. lamina pretrachealis fasciae colli), потхиоидни мишићи (мишићи који се налазе испод језичне кости) и штитна жлезда. Позади се налази вратни део једњака. Са страна пролазе велики крвни судови врата и живац вагус.

- Грудни део душника смештен је дубље у грудном кошу. Позади њега налази се једњак. Предња страна душника додирује велике крвне судове грудног коша. Испред завршне рачве душника налази се лук аорте, који належе на душник, потискује га удесно и оставља свој отисак на њему. На предњој страни душника нешто удесно налази се горња шупља вена и брахиоцефалично артеријско стабло. Бочне стране душника су у контакту са плућном марамицом. Дуж десне стране силази десни живац вагус. Лева страна је у контакту са левом поткључном артеријом. На овој страни у жлебу између душника и једњака пролази леви повратни гркљански живац (јез-лат|nervus laringeus recurrens sinsiter) (грана вагуса).

## Крвни судови и живци душника
- Душник снабдевају крвљу више малих артерија које су гране околних већих аретерија. За вратни и горњи грудни део душника задужене су артерије које се издвајају из доње штитне (лат. a. thyroidea inferior) и унутрашње грудне артерије (лат. a. thoracica interna). Доњи део снабдевају бронхијалне гране (лат. rami bronchiolares) грудне аорте, које посебно у области рачве душника граде густу мрежу.

- Вене душника се уливају у доњу штитну, унутрашњу грудну вену, вену азигос...
- Живац вагус са својим гранама као нпр. повратни гркљански живац инервише парасимпатички душник, док симпатичка инервација потиче из доњег вратног и горњег грудног ганглиона. Под дејством симпатикуса долази до опуштања мишића и проширења душника (бронходилатација), док парасимпатикус сужава овај орган (бронхоконстрикција).

## Поремећаји
- Трахеомалација
- Трахеоезофагеална фистула
- Астма
- Трахеобронхитис
- Опструктивне болести дисајних путева